# Deparia shandongensis
Deparia shandongensis är en majbräkenväxtart som först beskrevs av J.X.Li och Z.C.Ding, och fick sitt nu gällande namn av Z.R.He. Deparia shandongensis ingår i släktet Deparia och familjen Athyriaceae. Inga underarter finns listade.